# Công tước xứ Kent
Công tước xứ Kent (tiếng Anh: Duke of Kent) là một tước hiệu quý tộc được tạo ra nhiều lần thuộc Đẳng cấp quý tộc Đại Anh và Đẳng cấp quý tộc Vương quốc Liên hiệp Anh. Tước hiệu này là một trong những biến thể được đặt theo tên Vương quốc Kent. Công tước xứ Kent lần đầu tiên được phong vào năm 1710 cho Henry Grey, một chính trị gia người Anh nhưng không thuộc tước vị hoàng gia của Vương thất Anh vì người giữ không thuộc dòng dõi hoàng tộc. Cho đến khi tước hiệu được vua George V tấn phong lần 2 cho con trai ông Vương tử George vào lễ kết hôn của ông diễn ra vào năm 1934 tước hiệu mới chính thức trở thành một trong những tước hiệu Vương thất Anh.
Người giữ tước hiệu hiện tại là Vương tử Edward, sau khi cha ông qua đời vào năm 1942, ông đã kế vị cha trở thành Công tước thứ 2 của Kent.

## Danh sách Công tước xứ Kent

### Lần phong thứ nhất
| Công tước | Sinh | Hôn phối                                                                               | Mất                        | Chân dung |
| --- | --- | -------------------------------------------------------------------------------------- | -------------------------- | --------- |
| Henry Grey 1710 – 1740 các tước hiệu khác: Marquess Grey (1740), Marquess of Kent (1706), Earl of Kent (1465), Bá tước Harold và Viscount Goderich (1706) và Baron Lucas of Crudwell (1663)                                 | năm 1671 Con trai cả của Anthony Grey, Bá tước thứ 11 của Kent và Mary Lucas, Nam tước Lucas thứ 1 xứ Crudwell | Jemima Grey (1695 - 1728; mất) 10 người con Lady Sophia Bentinck 24 tháng 3 1729 2 con | 5 tháng 6 năm 1740 69 tuổi |           |
| Sau khi Henry Grey mất, không ai trong số các con trai của ông sống lâu hơn ông, vì vậy danh hiệu của ông đã bị thu hồi sau khi ông qua đời, ngoại trừ tước hiệu Hầu tước Grey được kế thừa bởi cháu ngoại Jemima Campbell. | |                                                                                        |                            |           |

### Lần phong thứ hai
| Công tước | Sinh | Hôn phối                                                       | Mất                                    | Chân dung |
| --- | --- | -------------------------------------------------------------- | -------------------------------------- | --------- |
| Vương tử George Nhà Windsor 1934 – 1942 các tước hiệu khác: Bá tước St Andrews và Nam tước Downpatrick (1934) | 20 tháng 12 năm 1902 York Cottage, Sandringham Con trai của Vua George V và Vương hậu Mary               | Marina của Hy Lạp và Đan Mạch 29 tháng 11 năm 1934 3 người con | 25 tháng 8 năm 1942 Scotland (39 tuổi) |           |
| Vương tôn Edward Nhà Windsor 1942 – nay các tước hiệu khác: Bá tước St Andrews và Nam tước Downpatrick (1934) | 9 tháng 10 năm 1935 Quảng trường Belgrave, London Con trai cả của Vương tử George và Vương tôn nữ Marina | Katharine Worsley 8 tháng 6 năm 1961 3 người con               | - Đương nhiệm từ năm 1942              |           |

## Dòng kế vị tước hiệu
- -  Vương tử Edward, Công tước xứ Kent (sinh năm 1935) 
    - (1) George Windsor, Bá tước St Andrews (sinh năm 1962)
      - (2) Edward Windsor, Lord Downpatrick (sinh năm 1988)

    - (3) Lord Nicholas Windsor (sinh năm 1970)
      - (4) Albert Windsor (sinh năm 2007)
      - (5) Leopold Windsor (sinh năm 2009)
      - (6) Louis Windsor (sinh năm 2014)

  - (7) Vương tử Michael xứ Kent (sinh năm 1942)
    - (8) Lord Frederick Windsor (sinh năm 1979)